# マッシミーノ
マッシミーノ(伊: Massimino)は、イタリア共和国リグーリア州サヴォーナ県にある、人口約100人の基礎自治体（コムーネ）。

## 地理

### 位置・広がり

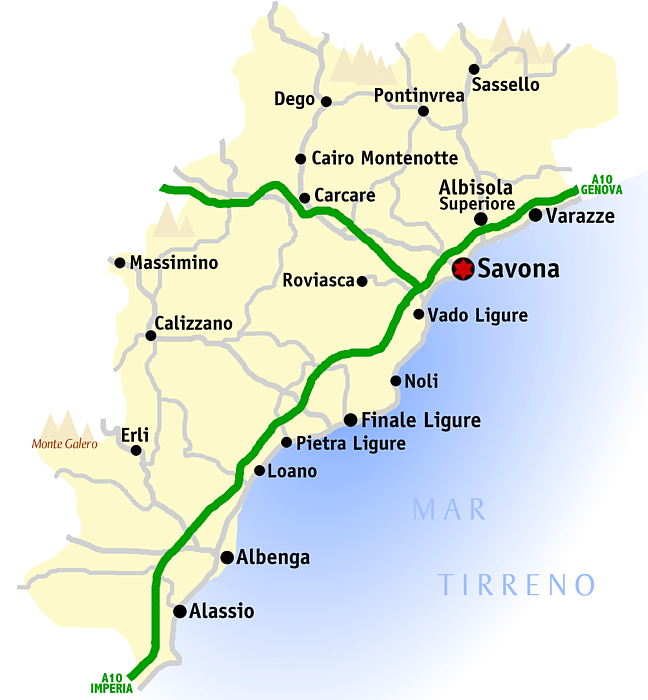
サヴォーナ県概略図

#### 隣接コムーネ
隣接するコムーネは以下の通り。括弧内のCNはクーネオ県所属を示す。
- バニャスコ (CN)
- カリッツァーノ
- ムリアルド
- ペルロ (CN)

### 地震分類
イタリアの地震リスク階級 (it) では、3 に分類される
。

## 行政

### 分離集落
マッシミーノには、以下の分離集落（フラツィオーネ）がある。
- San Vincenzo, San Pietro, Selagni, Cerri, Costa, Villa Muraglia